# رابرت انگلوند
رابرت انگلوند (انگلیسی: Robert Englund؛ زاده ۶ ژوئن ۱۹۴۷) هنرپیشه و کارگردان اهل ایالات متحده آمریکا است.
از فیلم‌هایی که وی در آن نقش داشته‌است، می‌توان به کابوس در خیابان الم، فردی مرده‌است: آخرین کابوس، شبح اپرا: فیلم سینمایی، شاهزاده و سرپرست، دست‌های بیکار، سد معبر بزرگ دودی و با دیدلز آشنا شوید اشاره کرد.او همچنین در فصل 4 سریال چیزهای عجیب حضور دارد.